# AB md. 1941
De AB md. 1941 (Autoblindat model 1941) was een Roemeens prototype voor een pantservoertuig welke werd gebouwd in 1941. Vanwege de lage productiecapaciteit en onvoldoende middelen van de Roemeense industrie werd het voertuig niet in massaproductie genomen en werd er slechts één prototype geproduceerd. De bewapening bestond uit een 37mm kanon van Tsjechische makelij. Het voertuig werd ontworpen en gebouwd door UCM Reșița (Uzina Constructoare de Mașini Reșița). Waarschijnlijk was het ontwerp gebaseerd op de Italiaanse AB 41.